# Adam Henley
Adam David Henley (né le 14 juin 1994 à Knoxville) est un footballeur international gallois qui évolue au poste de défenseur au Chorley FC.

## Biographie
Après avoir passé tout le début de sa carrière professionnelle avec les Blackburn Rovers, Adam Henley rejoint le Real Salt Lake en Major League Soccer le 9 janvier 2018.
Le 14 juin 2019, il rejoint Bradford City, Gary Bowyer, en signant un contrat d'un an avec le club de League Two Bradford City.
Le 26 mai 2020, il a été annoncé qu'il était l'un des 10 joueurs qui quitteraient Bradford City à l'expiration de leur contrat le 30 juin 2020.
Le 20 novembre 2020, Henley a signé un contrat permanent avec Chorley, club de National League North.